# Улица Вилонова (Екатеринбург)
У́лица Вило́нова (бывшие названия Укра́инская, Экскава́торная) — улица в жилом районе «Пионерский» Кировского административного района Екатеринбурга.

## Происхождение и история названий
До переименования состояла из двух разных улиц: Украинской (часть улицы к западу от седьмой горбольницы) и Экскаваторной (к востоку). Объединение двух улиц в одну с переименованием в улицу Вилонова в честь Никифора Ефремовича Вилонова (Михаила Заводского) (1883—1910) — одного из создателей Уральской организации РСДРП и члена Уралобкома РСДРП с 1904 года, произошло между 1980 и 1988 годами. Нумерация домов, ранее находившихся на улице Экскаваторной, была изменена.

## Расположение и благоустройство
Улица Вилонова идёт с северо-северо-запада на восток-юго-восток параллельно улице Сулимова. Начинается у Основинского парка и заканчивается переходом в улицу Раевского. Протяжённость улицы составляет около 1600 метров. Ширина проезжей части — около 7 м (по одной полосе в обе стороны). На протяжении улицы имеются два светофора и три нерегулируемых пешеходных перехода.
Пересекается с улицей Учителей и улицей Данилы Зверева. Справа на улицу выходят улицы Чекистов и Боровая.

## История
Возникновение улицы связано с формированием и последующим развитием посёлка «Новый» (современный Пионерский жилой район) в середине 1920-х годов. Впервые улица (под названием Украинская) появляется на плане Свердловска 1947 года как застроенная по чётной стороне на участке от улицы Учителей до улицы Менжинского.
Позднее произошло слияние Украинской улицы с улицей Экскаваторной .

## Здания и сооружения
Застройка улицы Вилонова отличается неоднородностью и сочетанием как современного многоэтажного жилого строительства, так и зданиями 50-70-х годов, старыми административными малоэтажными зданиями и современными хозяйственными корпусами промышленного назначения.
Внимание! Этот раздел содержит информацию по состоянию на 2023 год
По нечётной стороне
- № 3-7 — комплекс из шести 2-х этажных кирпичных жилых домов 1957 года постройки от Основинского парка до улицы Учителей;
- от Учителей и до Данилы Зверева по нечетной стороне улицы идет ряд хозяйственных и административных строений из которых наиболее заметны:
  - Центральная городская больница № 7;
  - Уральский мясокомбинат Сибагро (ранее комбинат «Хороший вкус»);
- за улицей Данилы Зверева по нечетной стороне расположен 5-этажный жилой дом (№ 47, 1970 года постройки) и детский сад № 459 (дом № 49);

По чётной стороне
- № 4 — 2-х этажное здание ветлечебницы;
- от Учителей до Боровой следует квартал многоэтажных современных зданий различной высотности
  - № 8 — 25-этажный кирпично-монолитный жилой дом постройки 2008 года;
  - № 10-22 — пять 9-ти и 10-ти этажные жилые кирпичные дома 90-х годов постройки;
  - № 6, 14а, 20 — 12-этажные жилые дома;
  - № 18 — 25-этажный кирпично-монолитный жилой дом постройки 2009 года;
  - № 22а — 18-ти этажный жилой дом;
  - № 24 — 25-этажный кирпично-монолитный жилой дом постройки 2010 года;
- от Боровой до Данилы Зверева расположены три пятиэтажных жилых дома 1963 года постройки (№ 74, 76, 78) и медицинское учреждение "Институт клеточных технологий" (№ 76а);
- № 82-94 — за Данилы Зверева расположен комплекс из 13-ти трёхэтажных жилых домов из шлакоблока в аварийном состоянии 1958-59 годов постройки. Эти дома сливаются с аналогичными домами, расположенными по улицам Раевского и Ирбитская.

## Транспорт

### Наземный общественный транспорт
- Остановка общественного транспорта «Горбольница № 7»:
  - Автобус — № 28, 48, 58, 87;
  - Троллейбус- 34.

### Ближайшие станции метро
Действующих станций метро поблизости нет, в отдалённой перспективе в 850 метрах от пересечения с улицей Данилы Зверева планируется строительство станции  «Комсомольская».